# Agostino Veneziano
Agostino Veneziano även kallad Agostino di Musi, född omkring 1490 i Venedig, död omkring 1540 i Rom, var en italiensk kopparstickare.
Veneziano utbildade sig först efter Albrecht Dürer, hans största stora stick var en kopia av Nattvarden ur dennes passionssvit i träsnitt, från omkring 1510. Efter att en tid ha uppehållit sig i Florens, kom han omkring 1518 till Rom, där han studerade under den kände Marcantonio Raimondi och var honom behjälplig att överföra Rafaels teckningar till kopparstick. Dessutom stack han tillsammans med Marcantonio en del, de badande soldaterna (les grimpeurs) ur Michelangelos 1505 utförda kartong över slaget vid Cascina. Denna målning är numera förstörd och endast kopparsticken återstår. Agostino Musi är representerad vid bland annat Göteborgs konstmuseum och  Nationalmuseumi Stockholm.